# イム・シワン
イム・シワン（임시완、1988年12月1日 - ）は、韓国の歌手、俳優である。本貫は豊川任氏。
韓国のボーイバンドZE:AとそのサブグループZE:A Fiveのメンバー。 俳優として、映画「弁護人」 （2013）ケーブルシリーズ「ミセン～未生～」（2014）で主演をつとめたことでよく知られている。

## プロフィール
- 釜山出身
- 家族： 父、母、姉
- 学歴: 釜山ハクチン小学校
- 釜山オムグン中学校
- 釜山亀徳高等学校
- 釜山大学機械工学科中退
- 東亜放送芸術大学芸能科中退
- 又松情報大学実用音楽科
- 特技： バイオリン、スキー、ルービックキューブ、水泳、英語、ランニング

初期のZE:Aのステージでは特技のバイオリンを弾く機会も多かった。バラエティー番組等でルービックキューブの腕前を披露している。ヒョンシクと一緒に「雪の華」を演奏した動画もUploadしている。

## 経歴
2009年4月にMnetのリアリティー番組『帝国の子供達』に出演し、注目を浴びる。その後、『帝国の子供達Returns』でウイングカーで全国16都市で50回を超えるストリートコンサートを開催、デビュー前にもかかわらず1万人以上のファンを獲得した。
2010年、スター帝国より、9人グループ帝国の子供たちZE:Aのメンバーとしてデビュー。1月7日にシングル『Nativity』をリリース、同月15日にKBSの音楽番組『ミュージックバンク』に出演した。

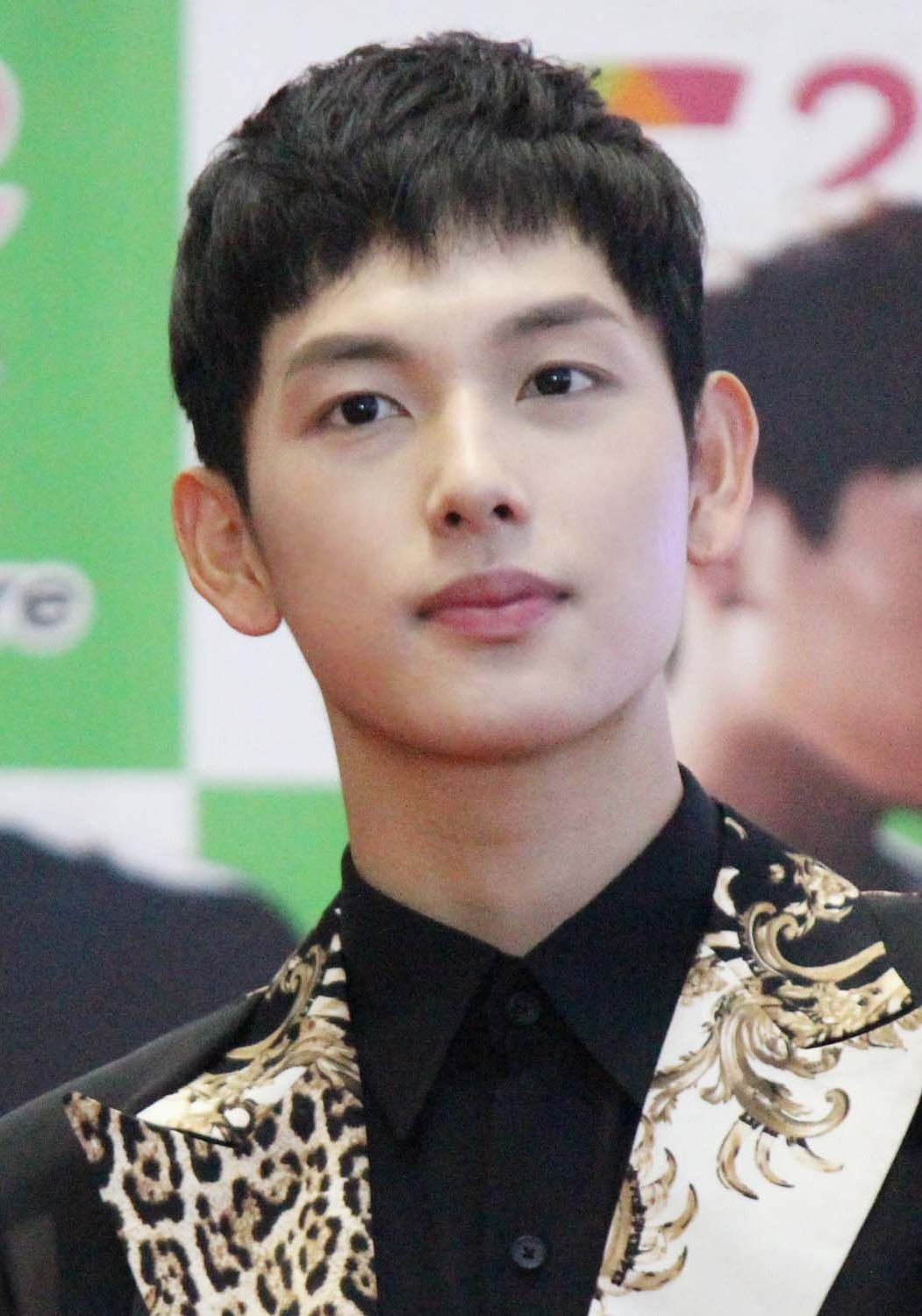
2013年9月

2012年1月5日に最高視聴率46.1％のMBCドラマ過去最高大ヒット作『太陽を抱く月』でホ・ヨム（許炎）の子役で、堂々の俳優デビューを果たした。ドラマでホ・ヨムは後光がさすほどの端麗な容姿を持ち、様々な学問に長けた才能あふれる“魔性の男”として登場し、女性ファンをとりこに、シワンアリ(シワンに夢中になること)が始まった。当時アイドルが演技をすることがまだ多くなかったため、出演した時は”演技ドル”と呼ばれ、アイドルと俳優を兼業する先駆者にもなった。
2013年に公開された映画『弁護人』で映画初出演を果たし、韓国国内での観客動員数は1,137万人を突破した。
2014年にMBCドラマ『トライアングル』やtvNドラマ『ミセン』のチャン・グレ役で俳優として主演を務める。『ミセン』は放送時の韓国で「ミセンシンドローム」と呼ばれる社会現象を起こす大ヒットとなった。
2015年ドラマ人気に乗って「2015 ASIA TOUR FANMEETING HELLO」というタイトルでファンミーティングを行われた。3月7日、日本の東京を皮切りに、ソウル、香港、広州、台湾と23日、中国上海を最後に合計6個都市、シワンが初のアジアツアーファンミーティングを大盛況のうちに終えた。
2017年、ZE:Aのメンバーがそれぞれ別の事務所へ移籍したことにより、現在は個々での活動が中心となった。ただし、グループは解散はしていない。それぞれのファンミーティングや経営するカフェに顔を見せたり仲の良い姿を見せている。この年 ”演技ドル”代表のイム・シワンは、主演映画『名もなき野良犬の輪舞』（監督ビョン・ソンヒョン）が、第70回カンヌ国際映画祭のミッドナイト・スクリーニング部門に招待されて映画祭に参加した。
2017年7月11日、兵役により入隊し2019年3月27日に除隊した。
2020年、ZE:Aの「後遺症」が再ブームを巻き起こしている中で、シワンは「ZE:Aで一緒に活動する時、魅力がよく表れなかったメンバーもいますが、それはZE:Aが多様性に焦点を置いたグループだったからだろうと思います。全体に合ったスタイルに固執するより、メンバー9人がそれぞれ別のコンセプトを持つという義務感があったんですよ。どんな姿であれ関心を持っていただくことに、メンバー全員に感謝の気持ちを持っています」と言い、「後遺症」は「その時も今も、ZE:Aの歌の中で一番好きな曲」と明らかにした。
2021年には映画『非常宣言』に出演し、第74回カンヌ国際映画祭の非コンペティション部門に招待された。イム・シワンにとって4年ぶり2回目の参加となる。
2022年1月15日にZE:Aデビュー12周年を迎えた。1月20日午後、ZE:Aリーダーが自身の公式ユーチューブチャンネルを通じて、メンバー全員を呼び集め、除隊記念、オンタクト・ファンミーティングを開催した。イム·シワンは「私たちが12年を越えて約16年の縁で家族で結ばれてきたが、家族で過ごしているだけに良い知らせがあればとても嬉しいし、ぎごちない知らせがあれば気になる。 ずっといいお知らせばかり、 お互いにたくさん聞けたらいいな。 特に健康に気を使って、長い間関心を持ってくださった方々に恩返しできる方向に引き続き進んでいきたい」とコメントした。10月ロンドンアジア映画祭に招待され、受賞した。

## 出演

### テレビ・ウェブドラマ
- 検事プリンセス（2010年、SBS）特別出演
- 結婚してください（2010年、KBS2）特別出演
- グロリア（2012年、MBC）特別出演
- 太陽を抱く月（2012年、MBC） - ホ・ヨムの少年時代 役
- 赤道の男（2012年、KBS2） - イ・ジャンイルの少年時代 役
- スタンバイ（2012年、MBC） - イム・シワン 役
- 応答せよ1997（2012年、tvN）特別出演
- 一抹の純情（2012年、KBS2） - チョン・ウソンの少年時代 役
- 恋愛を期待して（2013年、KBS2） - チョン・ジングク 役
- トライアングル（2014年、MBC） - ユン・ヤンハ（チャン・ドンウ） 役
- ミセン～未生～（2014年、tvN） - チャン・グレ 役
- 王は愛する（2017年、MBC） - ワン・ウォン 役
- 他人は地獄だ（2019年、OCN） - ユン・ジョンウ 役
- それでも僕らは走り続ける（2020年、JTBC） - キ・ソンギョム 役
- トレーサー シーズン1（2022年、wavve） - ファン・ドンジュ役
- トレーサー シーズン2（2022年、wavve） - ファン・ドンジュ役
- 39歳 （2022年、JTBC）　カメオ出演
- なにもしたくない（2022年、ENA） - アン・デボム 役 [4]
- 少年時代（2023年、Coupang Play） - チャン・ビョンテ
- イカゲーム シーズン2（2024年、Netflix） - イ・ミョンギ 役
- イカゲーム　シーズン3（2025年、Netflix）- イ・ミョンギ 役

### 映画
- RONIN POP（2011年）
- 弁護人（2013年）
- リオ2（2014年）声
- 戦場のメロディ（2016年）
- ワンライン 5人の詐欺師たち（2017年）
- 名もなき野良犬の輪舞（ロンド）（2017年）
- 非常宣言 (2022年)
- スマホを落としただけなのに（2023年）
- ボストン1947（2023年） - 徐潤福 役
- Honey Sweet（2023年）カメオ出演

### ミュージカル
- ジョセフアメイジング・テクニカラー・ドリームコート（2013年）

### バラエティ
- オフィスリアリティ - 帝国の子供たち（2009年）
- 帝国の子供たちリターンズ（2009年）
- 家族の誕生（2012年）
- ジャングルの法則*inミクロネシア（2014年）
- 車輪のついた家2（2021年）
- 俳優は旅行中（2023年）

## ディスコグラフィ

### MV
| 年     | 歌手                   | 曲名         | 収録アルバム         | リンク |
| ------ | ---------------------- | ------------ | -------------------- | ------ |
| 2012年 | ク・ハラ               | Secret Love  | KARA Solo Collection | 1      |
| 2012年 | ジア (Zia)             | 一年目       | ANEMONE              | 1      |
| 2012年 | ジア (Zia)             | 涙がこぼれる | ANEMONE              | 1      |
| 2014년 | SoReal                 | 心臓は言った | So Real Story        | 1      |
| 2014년 | アコースティックコラボ | 口笛         | I Do                 | 1      |

### アルバム
- 2017年 - 째깍째깍 (with 조현아)

### OST
- それでも..それで.. 「ミセン」OST Part 5（2014年）
- 兄さんを思う 「戦場のメロディー」  Main Title（2016年）
- 私の心は、「王は愛する」 OST Part 4（2017年）
- 僕、そして君「それでも僕らは走り続ける」 OST Part 12（2021年）
- Fire 「トレーサー」 OST Part 5 （2022年）

## イベント

### ファンミーティング
- イム・シワン 2015 ASIA TOUR FANMEETING「HELLO」（2015年）
- イム・シワン 〜Close to You:もっと近くに〜 （2019年 SEOUL）
- イム・シワン 2021 春の散歩withイム・シワン（2021年）
- イム・シワン WHY I AM (2023年 TOKYO, SEOUL ONLINE)

## 受賞
- 2012  MBC放送芸能大賞 コメディ・シットコム部門 男子新人賞
- 2014  MBC演技大賞 男子新人賞
- 2014  韓国映画俳優協会 スターの夜
- 2014  韓国映画 人気スター賞
- 2014  青龍映画賞 人気スター賞
- 2014  大鐘賞映画祭 HANA金融スター賞
- 2014  百想賞芸術大賞 LF ファッショニスター賞
- 2014  Marie Clare映画祭 Marie Clareルーキー賞
- 2014  Max Movie映画賞 最高の男子新人俳優賞
- 2015  APAN STAR AWARDS 中篇ドラマ部門 男子優秀演技賞
- 2015  KOREA DRAMA AWARDS 審査委員 特別賞
- 2015  百想賞芸術大賞 テレビ部門 男子新人演技賞
- 2015  アジアモデル賞授賞式 アジア特別賞 俳優部門
- 2015  CATV放送大賞 優秀演技者賞
- 2017  THE SEOUL AWARDS 人気賞
- 2022  釜日映画賞 助演男優賞
- 2022  ロンドンアジア映画祭 （LEAFF） Rising Star Award